# أغنية الألمان

Einigkeit und Recht und Freiheit

النشيد الوطني الألماني والمسمى أغنية الألمان ("Das Lied der Deutschen")، وأيضًا أغنية ألمانيا (بالألمانية: Deutschlandlied). اليوم لا تغنى أو تعرض إلا الفقرة الثالثة من النشيد، بينما حظر في ألمانيا الغربية غناء الفقرتين الأوليين أو اقتباسهما باستثناء الاقتباس للأغراض التعليمية من 1945 إلى إعادة توحيد ألمانيا سنة 1990، وحتى الآن لم يستعيدا صفة رسمية.
| الكلمات ألمانية | الترجمة التقريبية |
| المقطع الأول | المقطع الأول |
| --- | --- |
| Deutschland، Deutschland über alles، über alles in der Welt، wenn es stets zu Schutz und Trutze brüderlich zusammenhält. Von der Maas bis an die Memel، von der Etsch bis an den Belt، Deutschland، Deutschland über alles، über alles in der Welt! | ألمانيا، ألمانيا فوق كل شيء فوق كل شيء في العالم، عندما تصمد دائماً بإخوة سوياً للدفاع والحماية من ماس إلى ميميل، من اتش إلى بيلت، ألمانيا، ألمانيا فوق كل شيء فوق كل شيء في العالم!                         |
| المقطع الثاني | |
| Deutsche Frauen، deutsche Treue، deutscher Wein und deutscher Sang sollen in der Welt behalten ihren alten schönen Klang، uns zu edler Tat begeistern unser ganzes Leben lang. Deutsche Frauen، deutsche Treue، deutscher Wein und deutscher Sang!  | نساء ألمانيا، ولاء ألمانيا، نبيذ ألمانيا وأغاني ألمانيا يجب أن يبقوا في العالم محتفظين بنغمتهم القديمة و تلهمنا لعمل الأعمال النبيلة طوال حياتنا. نساء ألمانيا، ولاء ألمانيا، نبيذ ألمانيا وأغاني ألمانيا! |
| المقطع الثالث | |
| Einigkeit und Recht und Freiheit für das deutsche Vaterland! Danach lasst uns alle streben brüderlich mit Herz und Hand! Einigkeit und Recht und Freiheit sind des Glückes Unterpfand; blüh im Glanze dieses Glückes، blühe، deutsches Vaterland.   | وحدة عدالة وحرية للوطن الألماني! لأجل ذلك علينا النضال بإخوة بقلب ويد! وحدة عدالة وحرية هم رهن الرخاء، أزهر بنور هذا الرخاء أزهر أيها الوطن الألماني                                                       |

كتب كلمات النشيد الشاعر هينرخ هوفمان فون فالرسلبن عام 1841، ثم رُكّبت مقطوعةٌ موسيقية تعود للقرن الثامن عشر من تأليف يوزف هايدن على تلك الكلمات التي كانت تقسم على ثلاثة مقاطع قبل أن يضاف المقطع الرابع مطلع القرن العشرين. وكتبه مؤلفه تأييداً لتوحيد الدويلات الألمانية في قيصرية موحدة، فلذلك يعد بعض المؤرخين التفسير الأصلي لكلام «ألمانيا فوق كل شيء في العالم» بمعنى: يجب أن تكون مصالح عموم الألمان فوق مصالح الدويلات. وقد استغل النازيون هذه النقطة، فاستخدموا الربع الأول فقط لينسجم مع مناداتهم بالتفوق العرقي للجنس الآري.
أعلن في 11 أغسطس 1922 عن الفقرات الثلاث الأولى نشيداً وطنياً رسمياً للجمهورية الألمانية التي أقيمت بعض الحرب العالمية الأولى (جمهورية فايمار). بعد أن تولى الحزب النازي الحكم في ألمانيا عام 1933 حذفت الفقرتان الثانية والثالثة لتبقى الفقرة الأولى فقط كنشيد لألمانيا. وفي هذه الفقرة توصف حدود ألمانيا من نهر الماس إلى إلى نهر نيمن، أي من هولندا وبلجيكا غربا إلى ليتوانيا شرقا. وبعد هزيمة ألمانيا في الحرب العالمية الثانية ألغيت مكانة النشيد الرسمية، حيث تبنت ألمانيا الشرقية نشيدًا وطنيًّا جديدًا، هو ناهضون من الركام، بينما بقيت ألمانيا الغربية دون نشيد وطني.
في 1952 أقرّ رئيس ألمانيا الغربية استخدام الفقرة الثالثة من النشيد كأنها نشيد ألمانيا الوطني عند الحاجة، ولكن دون تحديد مكانة رسمية لها. أما الفقرتان الأوليان للنشيد فكانت محظورة. بعد إعادة توحيد ألمانيا عام 1990 أصبحت الفقرة الثالثة نشيداً وطنيا لألمانيا الموحدة ولكن مكانتها ما زالت غير رسمية.

## وصلات خارجية
- ملفات صوتية من الحكومية الاتحادية الألمانية